# Ein Hazeva
˓Ein Ḥaṣeva ou ˓Ein Ḥaẓeva (en hébreu עין חצבה) est un site archéologique dans le nord de la vallée de la Aravah à 40 km au sud de la mer Morte en Israël. Dans l'Antiquité, le site se trouvait au sud du royaume de Juda. Il est occupé à l'âge du fer par deux forteresses (Xe – VIe siècle av. J.-C.). 500 ans plus tard, les Nabatéens y installent un caravansérail, puis les Romains y construisent un grand fort faisant partie du limes chargé de protéger les frontières de l'empire. Le site occupe un carrefour commercial important entre la mer Méditerranée, la mer  Rouge et l'Arabie. Cette situation explique la présence des deux forts judéens et du fort romain. À proximité, on trouve des sources d'eau abondantes. Il est possible que le site corresponde à la ville biblique de Tamar. On a aussi proposé de l'identifier avec le fort romain de Tamara.

## Le site archéologique
Lors des fouilles archéologiques, six niveaux d'occupation ont été identifiés. Le niveau 6 est le plus ancien. Il date du Xe siècle av. J.-C. Les niveaux 5 et 4 correspondent à deux forts des IXe siècle/VIIIe siècle et VIIe / VIe siècle av. J.-C.. Le dernier fort est probablement détruit par les Babyloniens en même temps que Jérusalem, vers 586 av. J.-C.. Après 500 ans d’abandon, le site est réoccupé par les Nabatéens au Ier siècle (niveau 3). À la suite de la conquête du royaume nabatéen par les Romains, une grande forteresse est installée entre le IIe siècle et le  IVe siècle (niveau 2). Le niveau 1 correspond à une occupation pendant la période byzantine et au début de la période islamique (Ve / VIIe siècle).

### Âge du fer

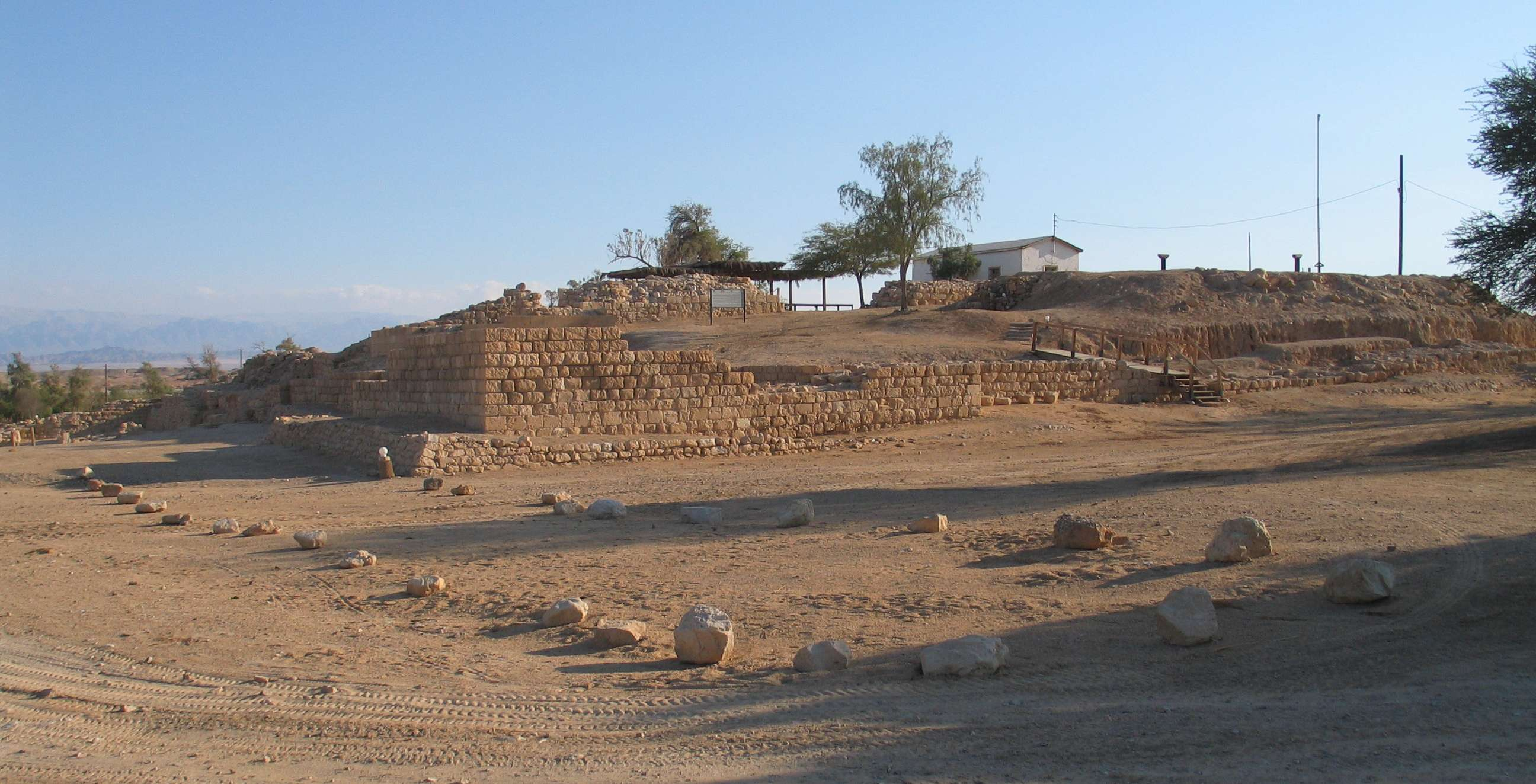
L'angle nord-ouest de la forteresse (niveau 5)

Le niveau 5 est le mieux conservé. Il s'agit d'une grande forteresse de 100 m sur 100 m datant des IXe siècle/VIIIe siècle. C'est une des plus grandes forteresses du Néguev. Certaines portions du mur sont conservées jusqu'à 2 m de haut. La forteresse possède trois tours d'angle, au nord, au sud et à l'ouest. Le coin nord-est est occupé par une porte fortifiée de 13 m sur 15 m. Au niveau de la porte, le passage est flanqué de deux pièces de part et d'autre. Ce type de porte en triple tenaille, four chambered gate en anglais, est commun en Israël et en Juda à cette époque. Elle se prolonge par un corridor menant à une porte extérieure. La taille de l'enceinte montre son importance stratégique. Elle témoigne des efforts pour contrôler les routes commerciales entre la Transjordanie, la mer Rouge et la mer Méditerranée. Le récit biblique de l'expédition tentée par le roi Josaphat en mer Rouge reflète ces efforts.
Une forteresse plus petite est construite au cours des VIIe / VIe siècle av. J.-C. (niveau 4). Le mur oriental s'étend sur 36 m de long et possède des tours en saillie de 11 m sur 11 m. Cette forteresse est peut-être construite sous Manassé ou Josias, à moins qu'elle ne soit l’œuvre des Édomites profitant de l'affaiblissement du royaume de Juda. Elle est détruite en même temps que Jérusalem en 586. 

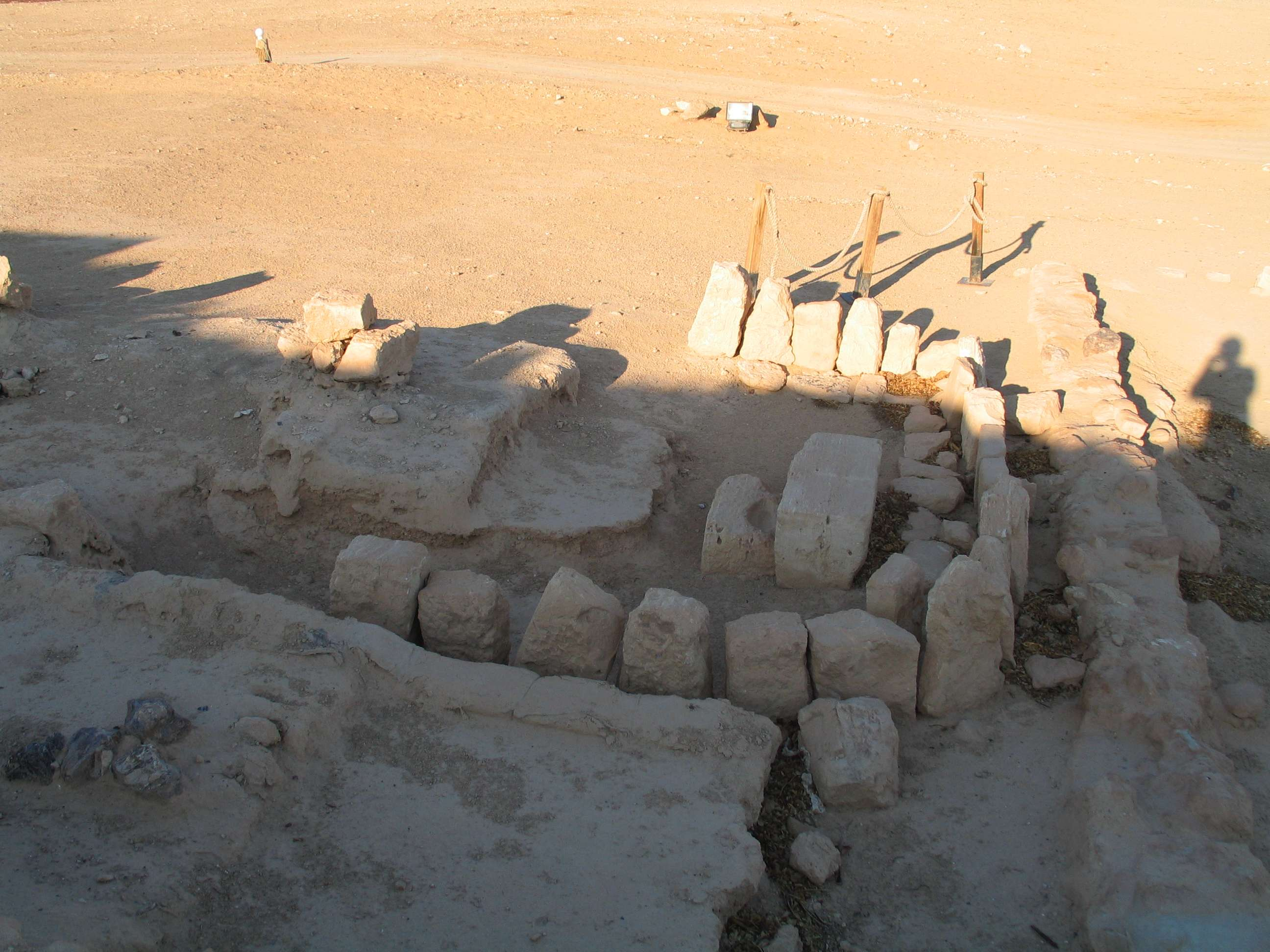
Le sanctuaire édomite (niveau 4)

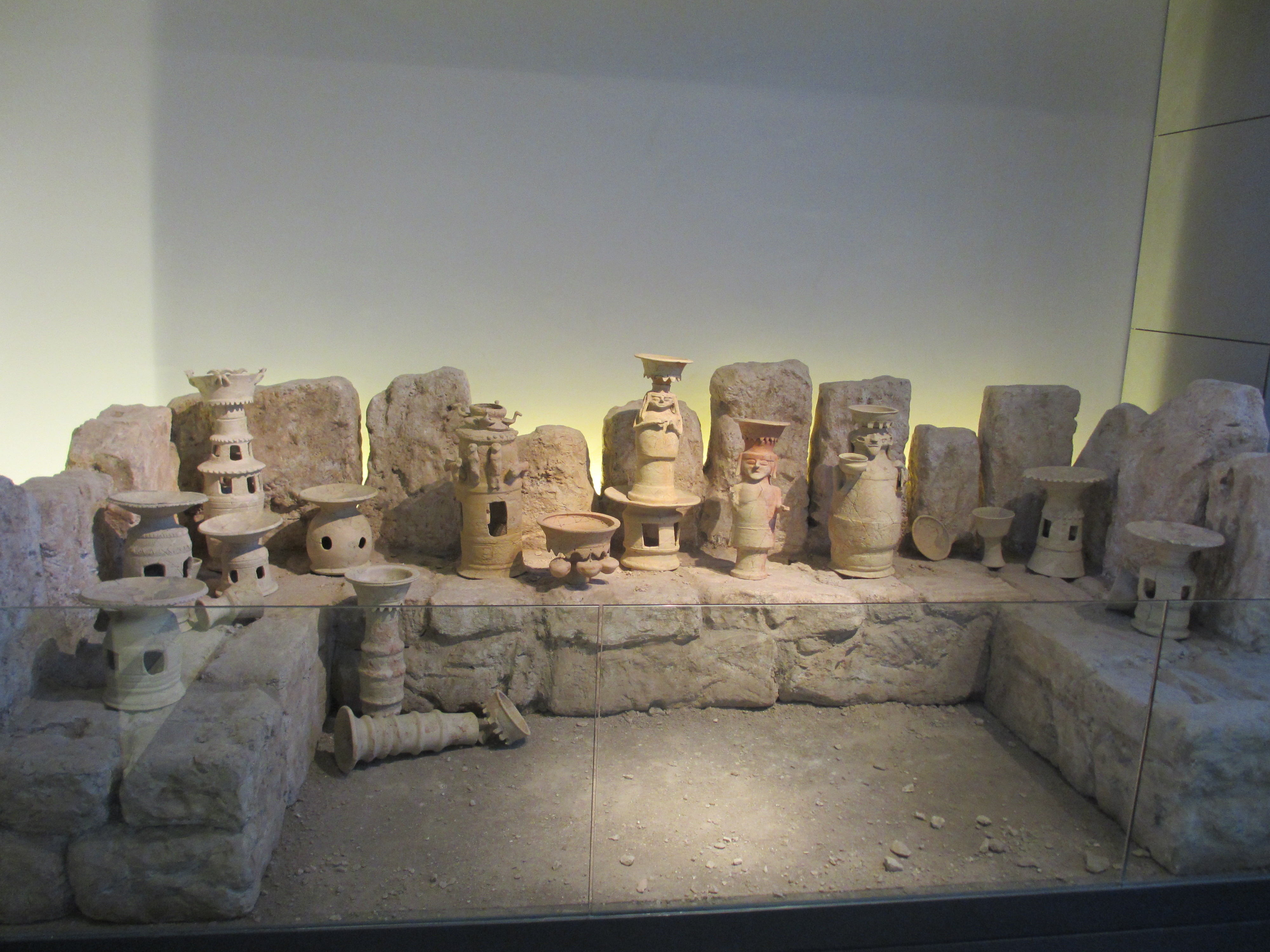
Poteries du sanctuaire édomite (musée d'Israël, Jérusalem)

Parmi les découvertes importantes du niveau 4, on compte un sanctuaire édomite. Il est construit à l'extérieur de l'enceinte de la ville, au pied de la muraille nord de la forteresse du niveau 5. Il présente un plan similaire à celui découvert à Qitmit, à 45 km à l'ouest. Une fosse à proximité du sanctuaire contenait de nombreux objets de culte en pierre et en terre cuite. Les poteries étaient brisées mais tous les morceaux étant présents dans la fosse,  les objets en terre ont pu été reconstitués. Il s'agit de poteries anthropomorphes, d'autel à encens et de vases. En tous, 67 objets ont été découverts, plus 7 autels en pierre. Les poteries présentent des parallèles avec celles découvertes à Buṣeirah, dans le territoire d'Édom.

### Le fort romain
Le fort romain est bâti par-dessus un caravansérail nabatéen. Il possède un plan carré de 46 m sur 46 m, avec des tours en saillie de 7 m sur 8,5 m et des murs de 2,4 m d'épaisseur. Le long du mur sud, une série de marches conduisait à un étage supérieur. Des termes sont construits à 50 m au sud-est du fort. Le fort est un important centre militaire du Néguev. Il permet de sécuriser les frontières et les routes commerciales contre les razzias opérées par les tribus arabes. Il se situe à un carrefour important. À l'ouest, la route de Maale Aqrabbim permet de rejoindre la ville de Mamshit et de continuer vers les ports de la mer Méditerranée. Vers le nord, la vallée de la Aravah se poursuit jusqu'à la mer Morte et à Mesad Boqeq où il existe un autre fort plus petit. Au sud de la mer Morte, une autre route part en direction de Zoar, à l'est. En direction du sud, la route rejoint la mer Rouge en passant par le fort de Yotvata. Le fort est probablement construit sous Trajan, après  l'annexion du royaume nabatéen en 106 et les tours en saillie sont ajoutées sous Dioclétien. Il est abandonné dans le seconde moitié du IVe siècle, peut-être à la suite du tremblement de terre qui a détruit Pétra.

## Identification
À la suite de Yohanan Aharoni, Rudolph Cohen propose d'identifier Ein Hazeva à la ville biblique de Tamar et à la forteresse romaine de Tamara. Selon Eusèbe de Césarée (fin IIIe siècle/début IVe siècle), Tamara est un poste militaire à un jour de marche de Mamshit (Onomasticon 8.8). Sur la Table de Peutinger et la carte de Madaba, elle apparaît comme une forteresse au sud de Jérusalem. Concernant la Tamara romaine, une autre identification possible est le fort de Meṣad Tamar, à 21 km au sud-ouest de la mer Morte.